# Jacques Santini
Jacques Santini (ur. 25 kwietnia 1952 w Delle) – francuski piłkarz i trener piłkarski. Jako pierwszy w historii szkoleniowiec wywalczył z Olympique Lyon tytuł mistrza Francji. W latach 2002–2004 był selekcjonerem reprezentacji Francji, z którą dotarł do ćwierćfinału Mistrzostw Europy 2004. Do 2006 był szkoleniowcem AJ Auxerre.

## Kariera piłkarska
Santini przez 12 lat był zawodnikiem AS Saint-Étienne (najczęściej grał na lewej pomocy), gdy prowadzeni przez Roberta Herbina Les Verts odnosili swoje największe sukcesy w historii tego klubu. Ukoronowaniem długoletniej kariery piłkarskiej w Saint-Étienne był finał Pucharu Europejskich Mistrzów Krajowych w sezonie 1975–76, przegrany 0:1 z Bayernem Monachium. Mimo iż Santini był podstawowym zawodnikiem klubu, nigdy nie wzniósł się ponad poziom ligowego piłkarstwa i stąd zapewne brak występów w pierwszej reprezentacji. W 1981 przeniósł się do Montpellier HSC, a po dwóch sezonach do CA Lisieux, w którym, po zakończeniu w wieku 33 lat kariery piłkarskiej, rozpoczął pracę szkoleniową.

## Sukcesy piłkarskie
- mistrzostwo Francji 1974, 1975, 1976 i 1981, Puchar Francji 1975 i 1977, finał Pucharu Francji 1981 oraz finał Pucharu Europejskich Mistrzów Krajowych 1976 z Saint-Étienne

## Kariera szkoleniowa
Od 1985 przez 10 lat, bez większych sukcesów pracował w pierwszej lidze lub na jej obrzeżach.
W 1996 został dyrektorem technicznym Olympique Lyon. W ciągu czterech sezonów dał się poznać jako sprawny organizator i miał duży udział w zbudowaniu stabilności finansowej i sportowej klubu, który obecnie jest jednym z wyróżniających się zespołów w Europie. Po rezygnacji Bernarda Lacombe'a w 2000 sam zasiadł na ławce trenerskiej i najpierw triumfował w rozgrywkach o Puchar Ligi oraz minimalnie przegrał ligową batalię z FC Nantes, a w 2002 zdobył pierwsze w historii Olympique mistrzostwo Francji. Efektywna praca w Lyonie stała się przepustką do przejęcia od Rogera Lemerre'a sterów reprezentacji narodowej.
Głównym zadaniem Santiniego było odmłodzenie kadry i poprzez udany występ na Euro 2004 zmazanie plamy po komprominacji z Mundialu 2002. Po zwycięskich eliminacjach do mistrzostw Europy selekcjoner naraził się kibicom i działaczom Francuskiego Związku Piłkarskiego, mówiąc, że podpisał już wstępny kontrakt z Tottenhamem Hotspur, do którego odejdzie tuż po turnieju. Odtąd w prasie francuskiej zaczęły pojawiać się komentarze, że Santini traktuje pracę z reprezentacją jako sezonowy zarobek. Jednak już po pierwszym meczu mistrzostw wszelka krytyka ucichła – Francja w niebywałych okolicznościach (do '91 minuty przegrywała 0:1) wygrała z Anglią. Sukces był tym większy, że w kadrze Santiniego wciąż grali najbardziej doświadczeni zawodnicy (Barthez, Thuram, Lizarazu, Desailly, Vieira i Zidane), a szkielet drużyny, wbrew wcześniejszym zapowiedziom trenera, od czasu japońsko-koreańskiego Mundialu pozostał właściwie nienaruszony. Francuzi po remisie (2:2) z Chorwacją i zwycięstwie 3:1 nad Szwajcarią zakończyli rozgrywki grupowe na pierwszym miejscu. W ćwierćfinale po słabym meczu ulegli niespodziewanie Grecji. W kraju ponownie rozpętała się wielka medialna krytyka reprezentacji i jej trenera, z którym szefowie związku w lipcu 2004 rozstali się bez żalu.
Santini przeniósł się do Londynu, ale już po dwunastu kolejkach podał się do dymisji.
W połowie 2005, po zakończeniu ponad czterdziestoletniej kadencji Guy Roux, został szkoleniowcem AJ Auxerre. Gdy zespół zajął w lidze szóste miejsce i nie awansował do europejskich pucharów, Santini został zdymisjonowany.
W sezonie 2010/2011 pracował dla RC Lens, a w styczniu 2013 objął na niecałe dwa lata stanowisko dyrektora sportowego klubu Paris FC, któremu miał pomóc w utrzymaniu się w rozgrywkach National.

## Sukcesy szkoleniowe
- mistrzostwo Francji 2002, wicemistrzostwo Francji 2001 i Puchar Ligi 2001 z Olympique Lyon
- Puchar Konfederacji 2003 oraz ćwierćfinał Euro 2004 z reprezentacją